# Manoir de Carnet
Le manoir de Carnet est une demeure, du XVe siècle, qui se dresse sur l'ancienne commune française de Carnet au sein de la commune nouvelle de Saint-James dans le département de la Manche, en région Normandie.
Le manoir avec son puits et la chapelle, font l’objet d’une inscription au titre des monuments historiques par arrêté du 17 décembre 1990.

## Localisation
Le manoir est situé au lieu-dit Le Guémarais, à 1,2 kilomètre au nord-est de l'église Notre-Dame de Carnet, dans le département français de la Manche.

## Historique
Le manoir et la chapelle datent dans leur état actuel des XVe et XVIe siècles. La chapelle Sainte-Barbe est un lieu de pèlerinage jusque dans les années 1960.
La Fondation pour la sauvegarde de l'art français attribue en 1994 une somme de 70 000 francs pour procéder à des travaux de mise hors d'eau.

## Description
La chapelle conserve des statues du XVIIe et du XVIIIe siècle.

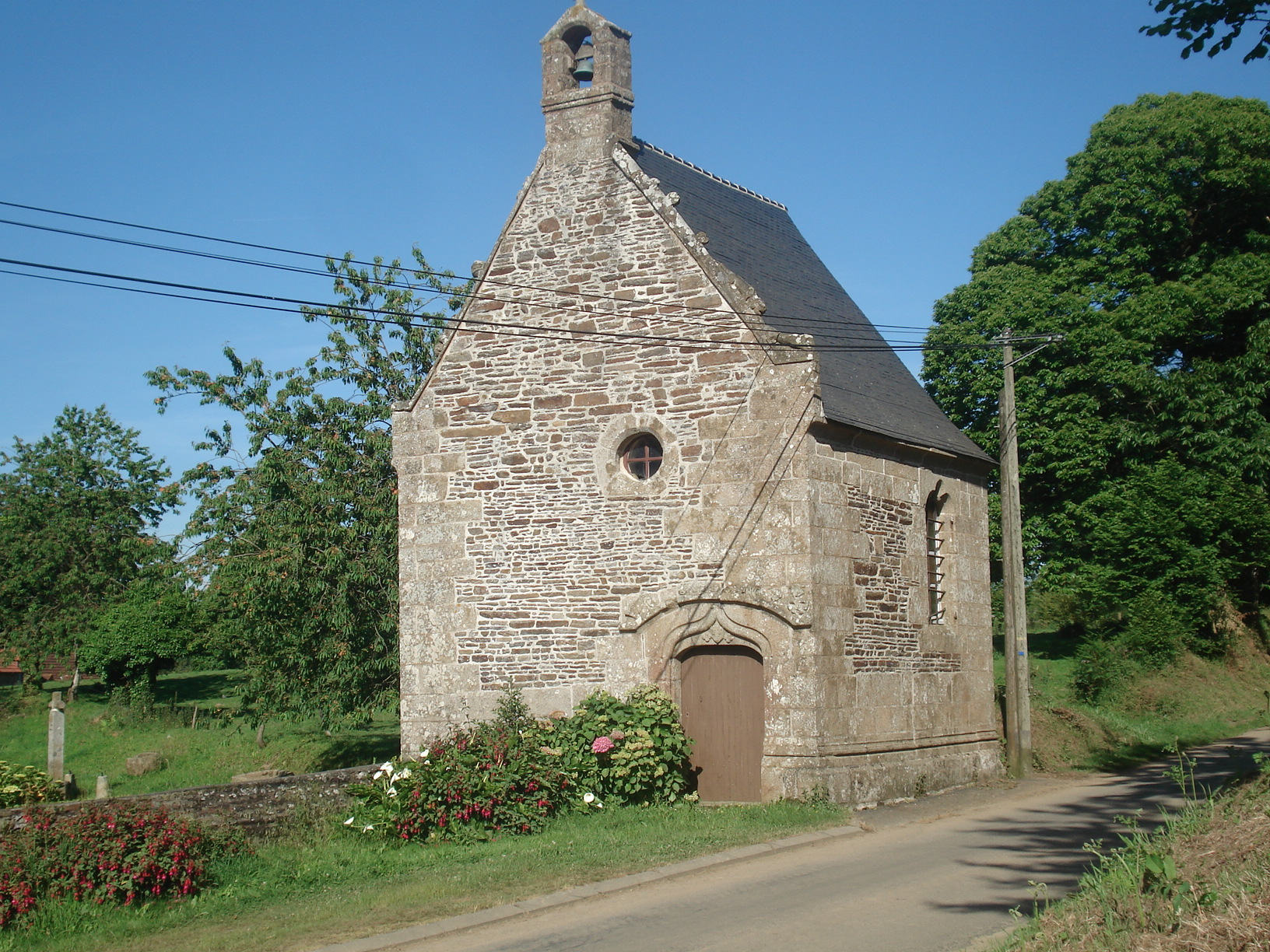
La chapelle Sainte-Barbe.
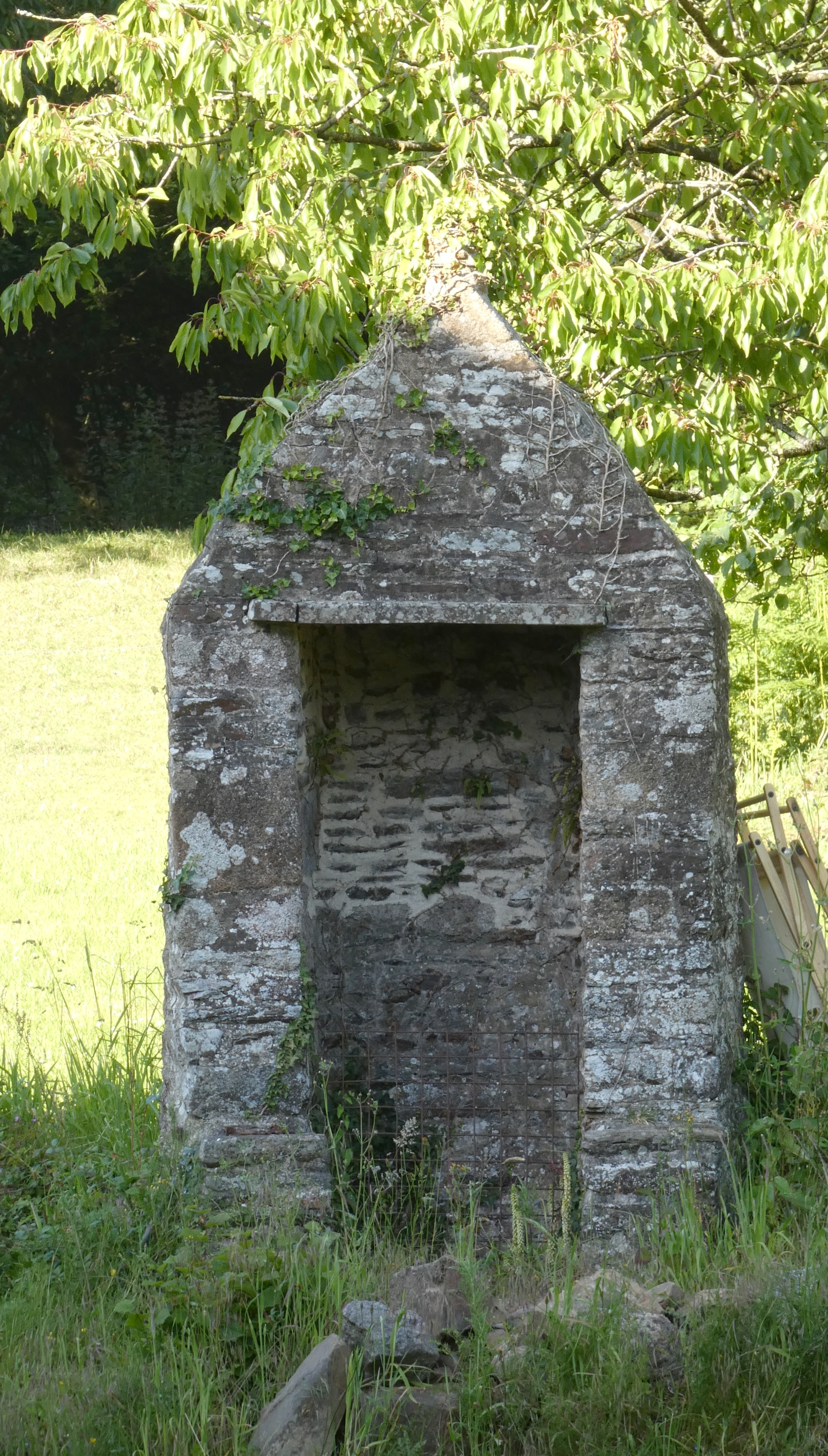
Le puits.